# Daubeuf-la-Campagne
Daubeuf-la-Campagne is een gemeente in het Franse departement Eure (regio Normandië) en telt 199 inwoners (1999). De plaats maakt deel uit van het arrondissement Évreux.

## Geografie
De oppervlakte van Daubeuf-la-Campagne bedraagt 6,4 km², de bevolkingsdichtheid is 31,1 inwoners per km².
De onderstaande kaart toont de ligging van Daubeuf-la-Campagne met de belangrijkste infrastructuur en aangrenzende gemeenten.

## Demografie
Onderstaande figuur toont het verloop van het inwonertal (bron: INSEE-tellingen).